# Cyanisme
Le cyanisme (du grec ancien κύανος / kuanos = minerai bleu employé en teinture, par métonymie la couleur bleue) désigne un ensemble de phénotypes caractérisés par la couleur bleue des téguments sur toute la surface de l'anatomie de l'animal ou par zones (peau, pelage, plumage, œufs). Les espèces sont alors qualifiées de cyaniques.

## Causes
La cause en est généralement génétique, mais peut aussi être l'alimentation. Certains gènes interfèrent avec la différenciation ou la migration des chromatophores et des mélanocytes issus de la crête neurale lors de l’embryogenèse, ce qui entraine une absence de pigmentation normale et / ou une production excessive d'autres pigments.
Dans le cas du cyanisme, c'est l'exagération de certains chromatophores, appelés les cyanophores, qui donnent le bleu.

## Le cyanisme chez les poissons et les oiseaux
Beaucoup de poissons et d'oiseaux présentent un cyanisme génétique, en particulier ceux sélectionnés pour les mutations génétiques qui donnent les couleurs bleues à bleutées, respectivement en pisciculture et en aviculture, notamment plusieurs espèces de poissons de la famille des cyprinidés (espèces du poisson rouge) et des espèces de perroquets dont les perruches.

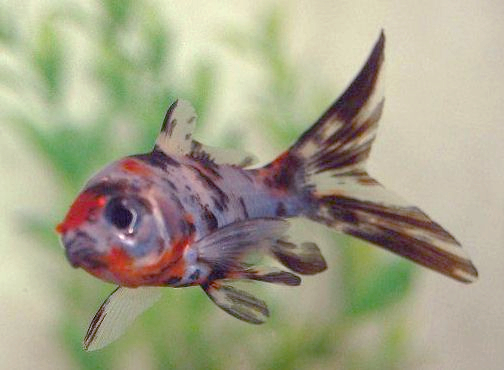
Shubunkin bigarré à dominante bleutée
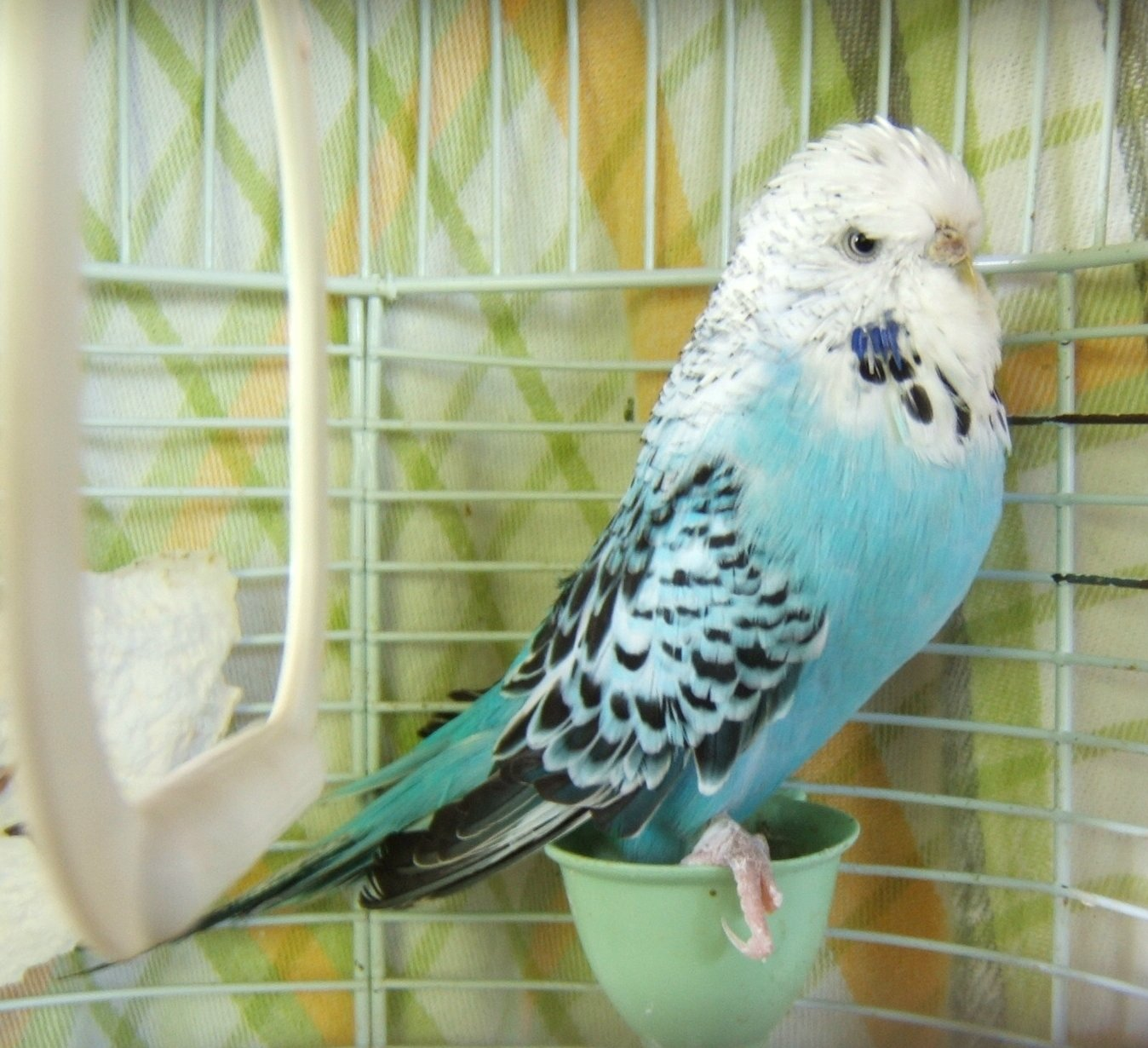
Perruche ondulée opaline bleue